# Frode Hagen
Frode Hagen, född 23 juli 1974 i Drammen, är en norsk före detta handbollsspelare (vänsternia).
Hagen spelade som proffs för bland annat HSG Nordhorn och THW Kiel i den tyska ligan samt FC Barcelona i den spanska ligan. Han spelade 188 landskamper för Norge och gjorde 574 mål. Han blev tysk mästare två gånger med THW Kiel, 2005 samt 2006. Han blev även spansk mästare med FC Barcelona 2003. Han avslutade karriären 2008 i Drammen HK.

## Klubbar
- Strømm IL
- Holmestrand IF
- Drammen HK (–1997)
- SG Flensburg-Handewitt (1997–1998)
- HSG Nordhorn (1998–2002)
- FC Barcelona (2002–2004)
- THW Kiel (2004–2006)
- Drammen HK (2006–2008)